# アンドリュー・デュランテ
アンドリュー・ジェームズ・デュランテ（英語: Andrew James Durante、1982年5月3日 - ）は、オーストラリア・シドニー出身の元ニュージーランド代表サッカー選手。ポジションはDF。

## クラブ歴
1999年にシドニー・オリンピックFCのリザーブチームとのトライアルマッチに参加し途中交代でピッチを下がったが、その後胸に銃弾を浴びた。試合は即座に中止され、選手はロッカールームに逃げ込んだ。幸い軽傷で数週間後には恢復した他方、犯人は特定できなかった。
その後シドニー・オリンピックで選手となり、パラマッタ・パワーSC、バレスティア・カルサFC、シドニー・ユナイテッド58 FCに在籍した。

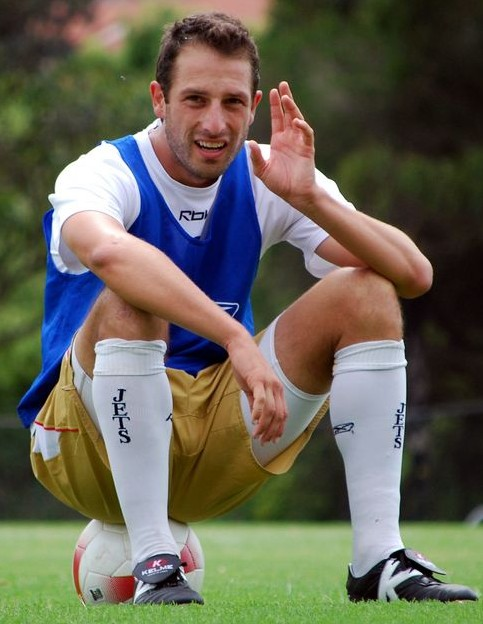
ニューカッスル・ジェッツFC時代

2005年にニューカッスル・ジェッツFCに加入、2008年にはグランドファイナルで勝利し、自身はジョー・マーストン・メダルに輝いた。
2008年夏にウェリントン・フェニックスFCに移籍、加入直後から主将を任せられた。2009年10月に2012年夏まで契約を延長。このシーズンはベン・シグムンド、ジョナサン・マケインとコンビを組み全試合にフル出場、27試合で29失点という堅守を支えた。この結果クラブは4位でAリーグファイナルに進出した。2010年3月にそのAリーグファイナルでAリーグ初得点を記録。
2011年2月21日にAFCチャンピオンズリーグ2011要員としてシドニーFCに期限付き移籍。同大会で5試合に出場した。
その後ウェリントン・フェニックスに復帰した。2012年1月に2015年まで契約を延長した。2016年11月5日にはAリーグ出場250試合を達成、フィールドプレーヤーとしては史上初の記録となった。2018年2月2日の試合でAリーグ出場が279試合となり、ダニー・ヴコヴィッチの持つ278試合を抜いて史上最多出場記録となった。2019年6月11日に11年在籍したウェリントン・フェニックスからの退団が発表された。
2019年6月16日、Aリーグに新規参入するウェスタン・ユナイテッドFCの初代メンバーの一人として加入が発表された。
2021年5月19日に2020-21シーズン限りでの引退が発表された。

## 代表歴

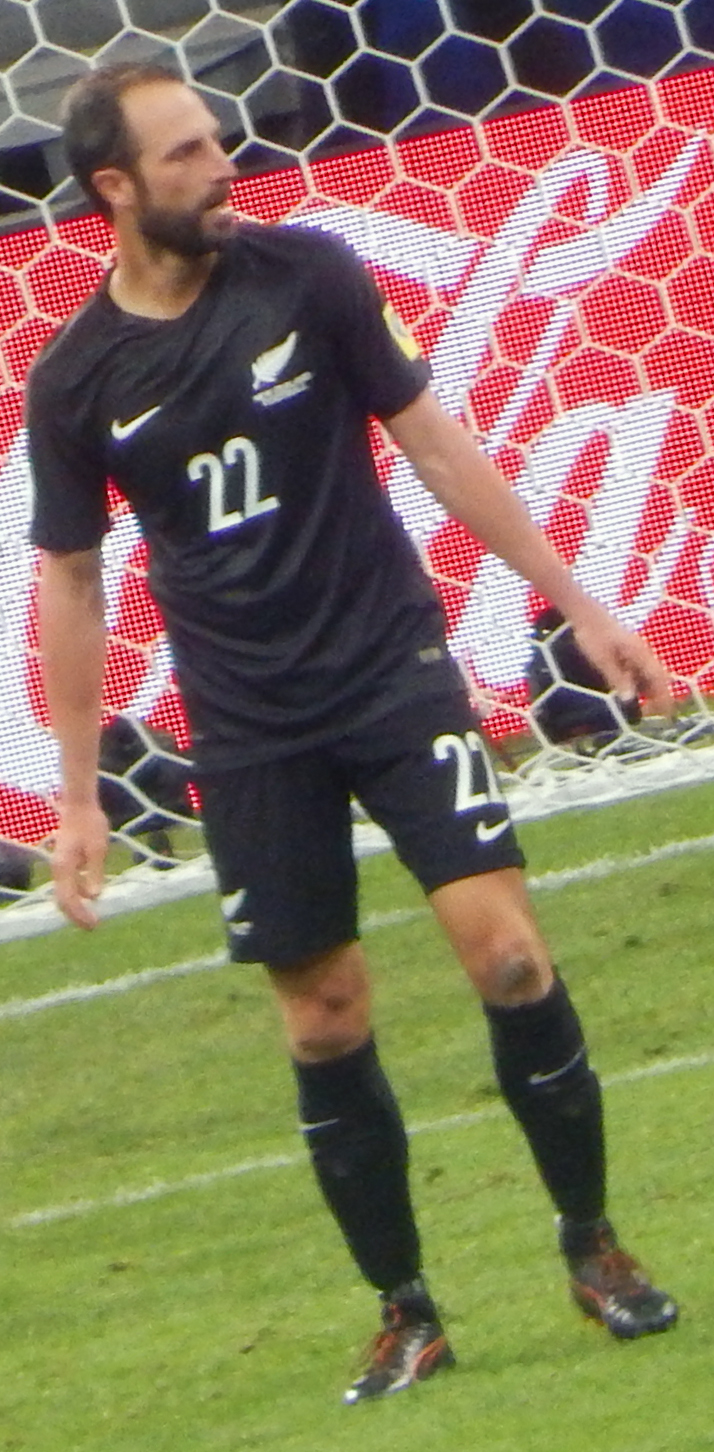
FIFAコンフェデレーションズカップ2017にて

2010年2月にAFCアジアカップ2011予選のインドネシア代表戦に臨むオーストラリア代表のメンバーに選出されたが、出場は無かった。
2013年3月6日にニュージーランド国籍を取得、翌日にニュージーランド代表に選出された。2014 FIFAワールドカップ・オセアニア3次予選・ソロモン諸島代表戦で代表初出場。FIFAコンフェデレーションズカップ2017のメンバーにも選出され、3試合に出場した。2018 FIFAワールドカップ・大陸間プレーオフ・ペルー代表戦での敗北を以て代表を引退した。

## 指導者歴
2022年8月17日、選手福祉・育成マネージャーの役職でウェスタン・ユナイテッドFCに復帰。2023年からはシニアアカデミーアシスタントコーチも兼任することとなった。
2023年8月23日、マーク・トルカーゾがサッカーフィリピン女子代表監督に就任したことに伴い、同代表チームのアシスタントコーチに就任。クラブチームの職務との兼任となる。
2025年6月30日、ウェスタン・ユナイテッドのコーチを退任<refNick Hughes『Western United legend Andrew Durante departs assistant role』（プレスリリース）ウェスタン・ユナイテッドFC、2025年6月30日。2025年7月9日閲覧。</ref>。
2025年7月9日、アーサー・ダイルズ監督率いるメルボルン・ビクトリーFCのアシスタントコーチに就任。

## 私生活
曾祖父母がイングランド人で、ペルーに移住しており、祖父がリマで生まれている。そのため、代表最後の試合となった2018 FIFAワールドカップ・大陸間プレーオフ・ペルー代表戦は引退がかかっていたのもあり家にとっては複雑な試合であったという。